# مهدی مظلومی
مهدی مظلومی، (زادهٔ ۱ شهریور ۱۳۵۱) کارگردان و فیلم‌نامه‌نویس سینمای ایران است. وی فارغ‌التحصیل از رشته نمایشنامه‌نویسی و دارای مدرک کارگردانی فیلم از مرکز آموزش فیلمسازی وزارت فرهنگ و ارشاد اسلامی است. وی به علت ساخت مجموعه شهر قشنگ برای شبکه جم از سال ۱۳۹۵ ممنوع الفعالیت بود اما مدتی بعد از بازگشت به ایران شرایط فعالیت مجددش فراهم شد.

## فعالیت‌ها
آغاز جدی فعالیت هنری او را می‌توان سال ۱۳۷۳ دانست. وی از آن سال تاکنون در مجموعه‌های زیادی به عنوان طراح، کارگردان، نویسنده و تدوین‌گر حضور داشته‌است. مظلومی از سال ۱۳۷۳ با تدوین و کارگردانی تلویزیونی مجموعه‌هایی همچون ساعت خوش، این چند نفر، زیر آسمان شهر، جنگ ۷۷، ماه عسل و … کار خود را آغاز کرد. وی سپس به طراحی و کارگردانی مجموعه‌های طنز پرداخت. همچنین نگارش فیلمنامه‌های مأموریت تهران، گلسا، یه شام خوب، ساخت ایران و … را نیز بر عهده داشته‌است

## فیلم‌شناسی
مهدی مظلومی در فیلم‌های زیر به عنوان نویسنده یا کارگردان فعالیت کرده‌است:

### سریالهای تلویزیونی
- بدون شرح (کارگردان، ۱۳۸۱)
- بانکی‌ها (کارگردان)
- کمربندها را ببندیم (کارگردان، ۱۳۸۳)
- اکسیژن (کارگردان)
- زندگی به شرط خنده (کارگردان، ۱۳۸۵)
- روزگار خوش حبیب آقا (کارگردان)
- لطفاً دور نزنیم (کارگردان)
- باغ شیشه‌ای (کارگردان)
- تهران پلاک ۱ (کارگردان)
- خانه طرح نو (کارگردان)
- سیگنال موجود است (شبکه نمایش خانگی و شبکه نسیم) (کارگردان)
- شهر قشنگ (برای شبکه جم تی وی) (کارگردان، ۱۳۹۵)[۴]

### فیلم تلویزیونی
1. بمانی هفتم برای شبکه دو
2. معتاد اجباری برای شبکه یک

۳- کبری ۰۰۱۱ برای شبکه پنج
1. بازگشت شیرین شبکه شما
2. یه شام خوب رسانه تصویری[۲]

### سینمایی
۱- مأموریت در تهران
۲- سه بیگانه (۱۳۹۳)
رئالیتی شو
از همان ابتدای فعالیت، کارگردانی تعداد زیادی مسابقه و رئالیتی شو را انجام داده که تعدادی از آنها عبارت اند از:
ماه عسل
شباهنگی
دست به مهره
مافیا زودیاک
و…